# ピエール・ジョルジュ
ピエール・ジョルジュ（Pierre George　1909年10月11日 - 2006年9月11日）は、フランスの地理学者。20世紀のフランス地理学界を代表する人物で、人文地理学を専門とし、その範囲は人文地理学の広範な範囲に及ぶ。特に地理学方法論や地誌学、社会地理学や人口地理学などに業績を持つ。

## 経歴
パリの生まれ。1927年にソルボンヌ大学に入学。1930年に教授資格試験に合格。1946年までフランス各地の高等学校の教諭を務め、1946年からリール大学助教授、1948年からソルボンヌ大学助教授。1953年より人文地理学の正教授となる。1973年から1977年まではパリ大学人口研究所所長を、1946年から1978年までパリ政治学研究所教授を兼任した。1977年に退官。1980年にはフランス学士院の「精神科学・政治学アカデミー」に選ばれた。他、中南米をはじめ世界各国の地理学教室においても講義・講演を行った。2006年に死去。96歳だった。
著作が非常に多く、経済地理学・社会地理学・農業地理学のほか、都市・人口問題・地理学方法論などテーマは多岐に及ぶ。特に人口問題や地理学史・方法論に関する著作はよく知られている。彼は、地理学を社会科学として捉えようと考え、その方法論の確立に努めた。社会学や人口学に隣接した分野の著作も多く、地理学のみならず社会学者や経済学者・人口学者などからもその名が知られていた。門下生も多く、フランス国内外を問わず彼のもとから多くの地理学者が生まれている。

## 著作
- 『行動の科学としての地理学』(1956年、日本語訳あり)
- 『消費の地理学』(日本語訳あり)
- 『人口地理学』(文庫クセジュ)
- 『フランスの経済・社会地理学』
- 『社会学と地理学』

など